# Betty Cuthbert

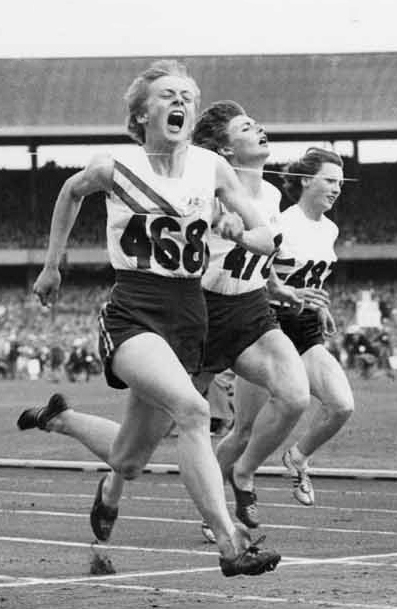
Betty Cuthbert wint de 100 m op de Olympische Spelen van 1956 in Melbourne.

Elizabeth Alyse (Betty) Cuthbert (Merrylands, Sydney, New South Wales, 20 april 1938 – Mandurah, 6 augustus 2017) was een Australische atlete, die gespecialiseerd was in de sprint. Ze verbeterde het wereldrecord op de 200 m. Ze nam driemaal deel aan de Olympische Spelen en won hierbij in totaal vier gouden medailles.

## Biografie

### Jeugd en eerste successen
Betty Cuthbert werd samen met haar tweelingzus Mary in 1938 geboren in een de westelijke buitenwijk van Sydney. Haar vader was eigenaar van een kwekerij en Cuthbert vond het machtig om tussen de rijen planten te rennen. Ze blonk op jonge leeftijd in school uit in sport en won in 1951 de Australische schoolkampioenschappen. Onder begeleiding van haar trainster June Maston-Ferguson (zilveren medaille 4 × 100 m estafette Olympische Spelen 1948) bleef ze haar persoonlijke records op de sprint verbeteren. In 1955 liep ze een Australisch jeugdrecord op de 220 yd. Bij haar eerste Australische kampioenschappen werd ze derde op de 220 yd en plaatste zich hiermee voor de Olympische Spelen van 1956 in Melbourne. Het jaar erop werd ze wel Australisch kampioene op dit onderdeel.

### Wereldrecords en olympisch goud
De grootste successen van haar sportieve loopbaan boekte Cuthbert op achttienjarige leeftijd in 1956. Vlak voor de Spelen verbeterde ze het wereldrecord op de 200 m tot 23,2 s. Op de Spelen van Melbourne nam ze deel aan de 100 m, 200 m en de 4 × 100 m estafette. Op alle onderdelen veroverde ze olympisch goud. Op de 200 m en de 4 × 100 m estafette zelfs met nieuwe wereldrecordtijden van respectievelijk 23,4 en 44,5. Op het estafettenummer waren haar teamgenotes Shirley Strickland-de la Hunty, Norma Croker en Fleur Mellor. Vanwege haar prestaties kreeg ze de bijnaam de Golden Girl.

### Terugval
Twee jaar later moest Cuthbert bij de Gemenebestspelen genoegen nemen met een zilveren medaille op de 4 × 110 yd estafette. In 1960 was de Amerikaanse Wilma Rudolph de grote favoriete op de Olympische Spelen van Rome. Door een hamstringblessure en maagproblemen was Cuthbert ernstig verzwakt en kon ze haar olympische titels niet verdedigen. Op de 100 m werd ze in de kwartfinale uitgeschakeld met 12,0 en een vierde plaats. Ze trok zich terug op de andere atletiekonderdelen en stopte korte tijd later in het geheel met atletiek.

### Comeback en opnieuw olympisch goud
In 1962 maakte ze haar comeback en plaatste zich voor de Gemenebestspelen in Perth. Ze sneuvelde nog voor de finale van de 100 yd en behaalde geen medaille op haar favoriete onderdeel, de 220 yd. Op de 4 × 110 yd estafette liep ze een sterke laatste wissel, waarbij ze het Engelse team inhaalde en goud veroverde voor Australië. Op de Olympische Spelen van 1964 in Tokio was ze in goede vorm en veroverde op de 400 m haar vierde olympische gouden plak. Dat jaar stond de 400 m voor het eerst op het olympische programma. Met een tijd van 52,0 versloeg ze de Britse Ann Packer (zilver; 52,2) en haar landgenote Judy Amoore (brons; 53,4). Deze wedstrijd noemde ze later de "enige perfecte race" die ze gelopen had.

### Punt
Op 26-jarige leeftijd zette Cuthbert een punt achter haar sportcarrière. Ze heeft later nog een aantal zeer sterke atleten gecoacht, onder wie middellangeafstandsloopster Cheryl Peasley. In 1979 werd bij haar multiple sclerose geconstateerd en zette zij zich sindsdien in voor de Multiple Sclerosis Society. In 2000 droeg ze, gezeten in een rolstoel, de olympische vlam bij de Olympische Spelen van Sydney. In 2012 werd ze opgenomen in de IAAF Hall of Fame.
In haar actieve tijd was Bettie Cuthbert aangesloten bij Victoria.

## Titels
- Olympisch kampioene 100 m - 1956
- Olympisch kampioene 200 m - 1956
- Olympisch kampioene 400 m - 1964
- Olympisch kampioene 4 × 100 m - 1956
- Australisch kampioene 220 yd - 1956, 1960
- Australisch kampioene 440 yd - 1963

## Persoonlijke records
| Onderdeel | Prestatie | Datum             | Plaats    |
| --------- | --------- | ----------------- | --------- |
| 60 m      | 7,2 s     | 27 februari 1960  | Sydney    |
| 100 yd    | 10,4 s    | 1 maart 1958      | Sydney    |
| 100 m     | 11,4 s    | 24 november 1956  | Melbourne |
| 200 m     | 23,2 s    | 16 september 1956 | Sydney    |
| 220 yd    | 23,2 s    | 7 maart 1960      | Hobart    |
| 400 m     | 52,01 s   | 17 oktober 1964   | Tokio     |
| 440 yd    | 53,3 s    | 23 maart 1963     | Brisbane  |

## Wereldrecords
| Tijd (s) | Datum      | Plaats |
| -------- | ---------- | ------ |
| 23,2     | 16.09.1956 | Sydney |
| 23,2     | 07.03.1960 | Hobart |

## Palmares

### 100 m
- 1956:  OS - 11,5 s
- 1960: 4e in ¼ fin. OS - 12,18 s

### 200 m
- 1956:  OS - 23,4 s (WR)

### 400 m
- 1964:  OS - 52,0 s (OR)

### 100 yd
- 1958: 4e Gemenebestspelen - 10,7 s

### 220 yd
- 1958:  Gemenebestspelen - 23,8 s
- 1962: 5e Gemenebestspelen - 24,80 s

### 4 × 100 m
- 1956:  OS - 44,5 s (WR)

### 4 × 110 yd
- 1958:  Gemenebestspelen - 46,1 s
- 1962:  Gemenebestspelen - 46,71 s

## Onderscheidingen
- IAAF Hall of Fame - 2012

1928: Betty Robinson ·
1932: Stanisława Walasiewicz ·
1936: Helen Stephens ·
1948: Fanny Blankers-Koen ·
1952: Marjorie Jackson ·
1956: Betty Cuthbert ·
1960: Wilma Rudolph ·
1964: Wyomia Tyus ·
1968: Wyomia Tyus ·
1972: Renate Stecher ·
1976: Annegret Richter ·
1980: Ljoedmila Kondratjeva ·
1984: Evelyn Ashford ·
1988: Florence Griffith-Joyner ·
1992: Gail Devers ·
1996: Gail Devers ·
2000: onbepaald ·
2004: Joelija Nestsjarenka ·
2008: Shelly-Ann Fraser-Pryce ·
2012: Shelly-Ann Fraser-Pryce ·
2016: Elaine Thompson ·
2020: Elaine Thompson-Herah ·
2024: Julien Alfred
1948: Fanny Blankers-Koen ·
1952: Marjorie Jackson ·
1956: Betty Cuthbert ·
1960: Wilma Rudolph ·
1964: Edith McGuire ·
1968: Irena Szewińska ·
1972: Renate Stecher ·
1976: Bärbel Eckert ·
1980: Bärbel Wöckel ·
1984: Valerie Brisco-Hooks ·
1988: Florence Griffith-Joyner ·
1992: Gwen Torrence ·
1996: Marie-José Pérec ·
2000: Pauline Davis-Thompson ·
2004: Veronica Campbell ·
2008: Veronica Campbell ·
2012: Allyson Felix ·
2016: Elaine Thompson ·
2020: Elaine Thompson ·
2024: Gabrielle Thomas
1964: Betty Cuthbert ·
1968: Colette Besson ·
1972: Monika Zehrt ·
1976: Irena Szewińska ·
1980: Marita Koch ·
1984: Valerie Brisco-Hooks ·
1988: Olga Bryzgina ·
1992: Marie-José Pérec ·
1996: Marie-José Pérec ·
2000: Cathy Freeman ·
2004: Tonique Williams-Darling ·
2008: Christine Ohuruogu ·
2012: Sanya Richards-Ross ·
2016: Shaunae Miller ·
2020: Shaunae Miller ·
2024: Marileidy Paulino
1928: Rosenfeld, Smith, Bell, Cook ·
1932: Carew, Furtsch, Rogers, Von Bremen ·
1936: Bland, Rogers, Robinson, Stephens ·
1948: Stad-de Jong, Witziers-Timmer, van der Kade-Koudijs, Blankers-Koen ·
1952: Faggs, Jones, Moreau, Hardy ·
1956: Strickland, Croker, Mellor, Cuthbert ·
1960: Hudson, Williams, Jones, Rudolph ·
1964: Ciepły, Kirszenstein, Górecka, Kłobukowska ·
1968: Ferrell, Bailes, Netter, Tyus ·
1972: Krause, Mickler-Becker, Richter, Rosendahl ·
1976: Oelsner, Stecher, Bodendorf, Eckert ·
1980: Müller, Wöckel, Auerswald, Göhr ·
1984: Brown, Bolden, Cheeseborough, Ashford ·
1988: Brown, Echols, Griffith-Joyner, Ashford ·
1992: Ashford, Jones, Guidry, Torrence ·
1996: Devers, Miller, Gaines, Torrence ·
2000: Fynes, Sturrup, Davis, Ferguson ·
2004: Lawrence, Simpson, Bailey, Campbell ·
2008: Borlée, Mariën, Ouédraogo, Gevaert ·
2012: Madison, Felix, Knight, Jeter ·
2016: Madison, Felix, Gardner, Bowie ·
2020: Williams, Thompson-Herah, Fraser-Pryce, Jackson ·
2024: Jefferson, Terry, Thomas, Richardson
- Australian Women's Register: IMP0122b
- CiNii: DA12716495
- Gemeinsame Normdatei: 1062335740
- World Athletics: 14430508
- International Standard Name Identifier: 0000 0000 3374 631X
- Library of Congress Control Number: n2001103643
- Nederlandse Thesaurus van Auteursnamen: 123758726
- Trove: 707069
- Virtual International Authority File: 51038402
- WorldCat: E39PBJbtwFhWchyhX7jfwhcdcP